# 방예담
방예담(2002년 5월 7일~)은 대한민국의 가수이자 프로듀서다. 과거 YG엔터테인먼트 소속 그룹인 트레저의 메인보컬을 맡았었다. 
2012년 11월 18일부터 2013년 4월 7일까지 《K팝 스타 2》에 참가하여 준우승을 하였다. 
이후 YG 엔터테인먼트와 계약했으며 7년 동안 꾸준히 실력을 키워 ‘YG 보석함’에 참가해 경연 내내 뛰어난 실력을 보여줬고, 보컬 포지션 1위를 기록하면서 트레저 멤버로 최종 발탁됐다.
이후, 2020년 8월 7일 보이 그룹 트레저로 데뷔하였다.
이후, 2022년 11월 8일 프로듀서 능력을 키우고자 보이 그룹 트레저에서 탈퇴와 함께 소속사 YG엔터테인먼트와의 전속계약을 종료하였다.
2023년 8월 24일 GF엔터테인먼트와 전속계약을 하며 프로듀서와 솔로 가수로 활동함을 밝혔다.
2023년 11월 23일 첫 솔로 EP 앨범 《Only One》를 발매하며 데뷔하였다.

## 학력
- 서울신석초등학교 (졸업)
- 광성중학교 (졸업)
- 서울공연예술고등학교 실용음악과 (졸업)

## 음반

### EP
- 2023년 11월 23일 《Only One》
- 2024년 8월 29일 《Good Vibes》

### 디지털 싱글
- 2020년 6월 5일 《왜요 (WAYO)》
- 2023년 11월 10일 《Miss You》 (미니 1집, 선공개곡)
- 2024년 4월 2일 《Officially Cool》 (에스파 윈터와 듀엣 곡)

## 텔레비전 프로그램
- 2012년 11월 18일 ~ 2013년 4월 7일 SBS 《K-POP STAR 2》 준우승
- 2020년 10월 4일, 10월 11일 MBC 《복면가왕》 참가자
- 2022년 3월 12일 M.net 《너의 목소리가 보여》 판정단
- 2023년 11월 11일 KBS2 《더 시즌즈》 게스트
- 2023년 12월 17일, 12월 24일 MBC 《복면가왕》 참가자
- 2024년 1월 27일, 2월 3일 KBS2 《불후의 명곡》 골든걸스편 출연자